# Gustaf von Carlson
Johan Gustaf von Carlsson, född 15 november 1743 i Vårdinge församling, Stockholms län, död 10 december 1801 i Stockholm, var en svensk ämbetsman och ornitolog.

## Biografi
von Carlsson föddes 1743 på Långbro i Vårdinge församling. Han var son till kammarherren Johan von Carlsson och Maria Lovisin. von Carlsson blev 1781 statssekreterare vid Krigsexpeditionen och 1792 president i Vasa hovrätt, men tog 1794 avsked från sistnämnda ämbete, utan att ha tillträtt detsamma. Han avled 1801 i Stockholm.
Han ägde en stor och dyrbar samling av väl uppstoppade fåglar på sin gård Mälby i Södermanland. Denna samling testamenterade von Carlsson till Vetenskapsakademien, av vilken han blev ledamot 1787. Samma år blev han kommendör av Nordstjärneorden. Av de sällsyntare fåglarna utgav von Carlsson kopparsticksavbildningar med text av Anders Sparrman under titeln Museum carlsonianum (1786–1789). I Vetenskapsakademiens Handlingar publicerade han ett par ornitologiska uppsatser.